# Futera
A Futera egy prémium sport és non-sport kártyákkal foglalkozó dubaji cég.

## Története
A céget 1989-ben alapították, mely limitált kiadású sport és non-sport kártyákkal kereskedik. A minőségi kollekciókat gyártó márka a magas színvonal és az innovatív dizájn szinonimájává vált.
Története során olyan klubokkal működött együtt a cég, mint például a Manchester United, Liverpool, Arsenal, vagy a Chelsea.

### Sport, és Non-sport kártyák
35 éves történetük során számos sporthoz kapcsolódó prémium szériás kártyákat gyártottak. Például: baseball, kosárlabda, futball, Forma-1, krikett, rögbi, amerikai futball, kézilabda, szörfözés, boksz. Ezen kívül külön eseményre is készítettek kollekciót, például a Tour de France-ra is.
,,Non sport", azaz nem sport kártyákkal is foglalkoznak, ilyenek például a Barbie tematikájú vagy a Csibefutam filmhez készített kártyák.

## A kártyák
1. Minden kártyát külön készítenek, melyek egyedi számozást kapnak.
2. A kártyák mindegyikét lefotózzák és feltöltik az adatbázisukba.
3. Vannak aláírt kártyák, melyeket az adott sportoló írt alá saját kezűleg. (Az aláírás pontos dátumát és helyét is feltüntetik a kártyákon.)
4. Emléktárgy darabos kártyák is helyet kapnak a kollekciókban. Lehet ez egy mérkőzésen viselt mezből kivágott darab a kártyába illesztve, vagy akár a gyepből egy darab, és egyéb hasonló relikviákkal díszített lapok, amelyek között van 24 karátos arany kerettel díszített kártya is.[2]

## Futera FC
A Futera FC egy 2022-ben alakult, négy angol származású futballszerető ember és a cég által megálmodott futballcsapat, amely a thaiföldi 3. divízióban játszik.
A csapat minden mozzanatába van beleszólása a szurkolóknak, akiket ezzel közelebb hoznak a csapathoz. Mérkőzéseiket online közvetítik világszinten élőben, a nézők így tudnak a csapatnak szurkolni, és támogatni őket.